# Megan Henry
Megan Henry (Norwalk, 17 giugno 1987) è una skeletonista statunitense.

## Biografia
Prima di dedicarsi allo skeleton, Megan Henry ha praticato l'hockey su prato mentre frequentava la American University di Washington insieme a Savannah Graybill, skeletonista a sua volta.

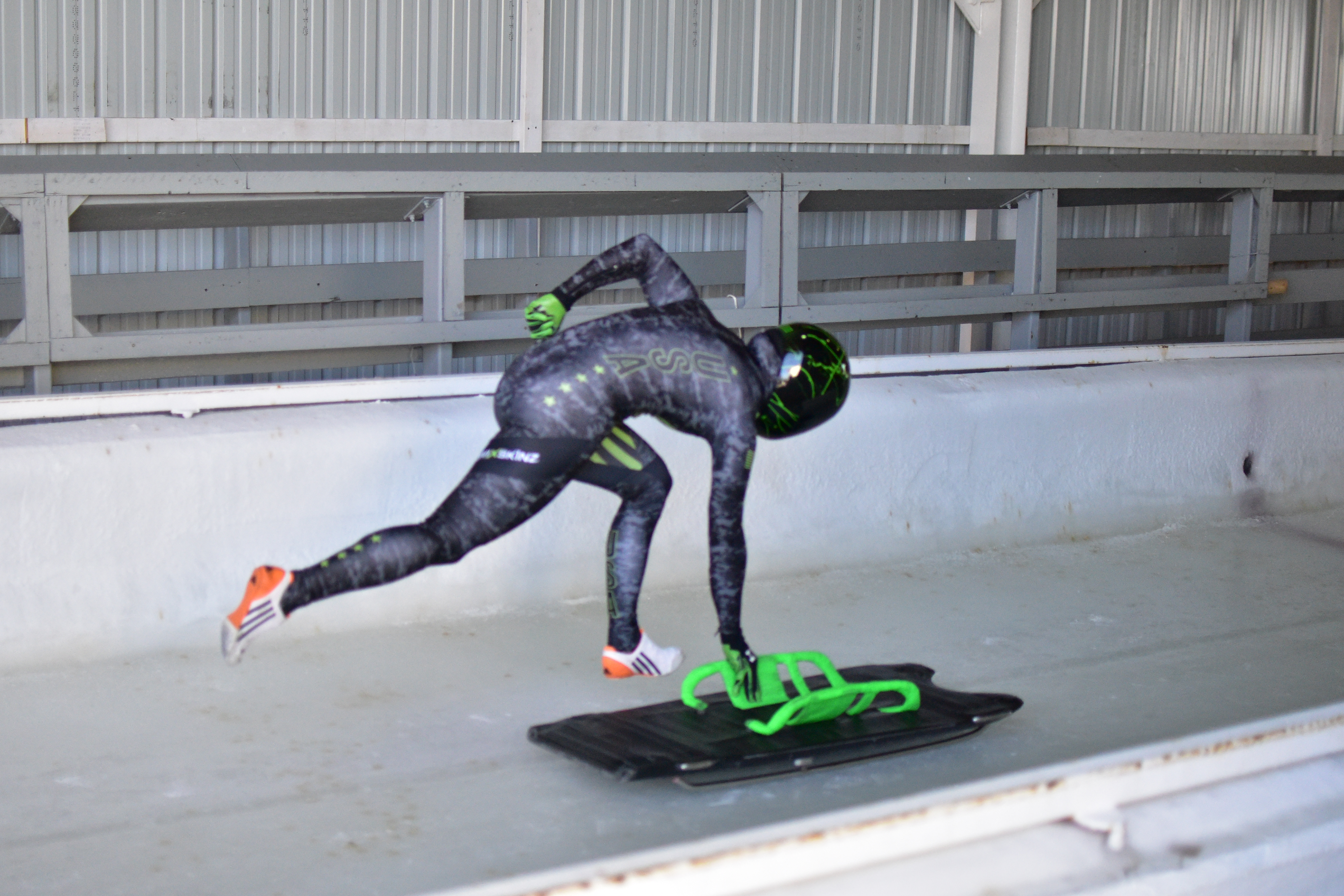
Megan Henry in allenamento nel 2017

Quando il suo allenatore del college venne contattato dalla bobbista Elana Meyers-Taylor, la quale era alla ricerca di nuovi talenti, nel 2011 Megan Henry iniziò a praticare il bob ma passò subito allo skeleton. Debuttò in Coppa Nordamericana a gennaio 2011 di quello stesso anno, disputando la sua miglior stagione nel 2013/14, quando fu quinta in classifica generale. Dal 2014 iniziò a gareggiare assiduamente in Coppa Intercontinentale, terminando al terzo posto finale nella stagione 2018/19.
Esordì in Coppa del Mondo all'avvio della stagione 2019/20, il 7 dicembre 2019 a Lake Placid, dove si piazzò in dodicesima posizione nel singolo, e colse il suo primo podio il 17 gennaio 2020 a Innsbruck, terminando la gara individuale al terzo posto. In classifica generale si è piazzata in ottava posizione sia nel 2019/20.
Ha preso parte a tre edizioni dei campionati mondiali. Nel dettaglio i suoi risultati nelle prove iridate sono stati, nel singolo: ventunesima a Winterberg 2015, diciottesima a Whistler 2019 e diciottesima ad Altenberg 2020; nella gara a squadre: settima a Winterberg 2015.

## Palmarès

### Coppa del Mondo
- Miglior piazzamento in classifica generale nel singolo: 8ª nel 2019/20;
- 1 podio (nel singolo):
  - 1 terzo posto.

### Circuiti minori

#### Coppa Intercontinentale
- Miglior piazzamento in classifica generale: 3ª nel 2018/19;
- 5 podi (tutti nel singolo):
  - 3 secondi posti;
  - 2 terzi posti.

#### Coppa Europa
- Miglior piazzamento in classifica generale: 23ª nel 2011/12.

#### Coppa Nordamericana
- Miglior piazzamento in classifica generale: 5ª nel 2013/14 e nel 2020/21;
- 4 podi (nel singolo):
  - 3 vittorie;
  - 1 terzo posto.